# خانه شیخ‌الاسلامی کسکن
خانه شیخ الاسلامی کسکن مربوط به دوره قاجار - دوره پهلوی است و در شهرستان سبزوار، بخش مرکزی، دهستان قصبه غربی، روستای کسکن واقع شده و مالک آن خاندان شیخ الاسلامی هستند و این اثر در تاریخ ۲۴ بهمن ۱۳۸۶ با شمارهٔ ثبت ۲۱۲۴۶ به‌عنوان یکی از آثار ملی ایران به ثبت رسیده است.